# Valentin Kononen
Valentin Kononen (Helsinki, Finlandia, 7 de marzo de 1969) es un atleta finlandés ya retirado de la competición, especializado en la prueba de 50 km marcha en la que llegó a ser subcampeón mundial en 1993 y campeón en 1995.Tras su retirada de la competición paso a desempeñar la función de entrenador de marcha atlética.

## Carrera deportiva
En el Mundial de Stuttgart 1993 ganó la medalla de plata en los 50 km marcha, con un tiempo de 3:42:02 segundos, llegando a la meta tras el español Jesús Ángel García y por delante del ruso Valeriy Spitsyn.